# Вилхелм де Рубрук
Вилхелм де Рубрук (на латински: Willielmus de Rubruquis), наричан още Вилхелм Рубрук, Гийом де Рубрук или Уилям от Рубрук, е фламандски монах, мисионер, дипломат и пътешественик, автор на съчинение, описващо бита и историята на народите в Средна Азия в средата на XIII век.

## Биография
Вилхелм де Рубрук е роден в Рубрук, днешна Френска Фландрия около 1220 година. Влиза в ордена на миноритите „Свети Франсоа“, подразделение на францисканския орден и се ползва с влияние в двора на френския крал Луи IX, когото съпровожда по време на завършилия с неуспех Седми кръстоносен поход (1248-1254).

### Мисията на Рубрук 1252-1255 г.
През 1252 година, в усилията си да намери съюзници срещу своите мюсюлмански противници в Светите земи, крал Луи IX изпраща Вилхелм Рубрук на мисия в Монголия. През зимата на 1252-1253 година имащото религиозно-дипломатически цели пратеничество, водено от Рубрук, се отправя от Сен Жан д’Акр, минава през Цариград, пресича Черно море и достига Крим при пристанището Судак. От там през май 1253 година се отправя на изток и след два месеца се добира до степите край долното течение на Волга. Рубрук успява да се срещне с най-стария син на Бату, хан Сартак, за когото се твърди, че е християнин, но ханът отказва да влезе в преговори с френските пратеници, като ги отпраща към Бату, а той от своя страна – към брат си Мунке в столицата на Монголската империя Каракорум. По-нататъшния път на Рубрук преминава северно от Аралско море, пресича безкрайните степи и планината Каратау и достига долината на река Чу. От там преминава северно от Заилийски Алатау, долината на река Или, пресича Джунгария и в края на декември 1253 се добира до Каракорум.
През януари 1254 година пратениците имат няколко аудиенции при великия хан Мунке. Следващите месеци те прекарват в Каракорум, като правят наблюдения върху живота на монголите, провеждат религиозни дебати. Там Рубрук среща европейски занаятчии, в това число и един френски ювелир. В столицата на монголите най-голямо впечатление му прави, че освен наличието на езически, вероятно будистки храмове, има две джамии и една християнска (несториянска) църква – доказателство за непонятната за средновековния католик веротърпимост на монголите. На християнските монаси е предадено писмо до френския крал. В него ханът на монголите е назоваван „владетел на света“ и се иска от краля на Франция да признае върховенството на монголите.
След като оставя спътника си, монаха Бартоломео от Кремона, в монголската столица, за да проповядва християнската вяра, през лятото на 1254 Вилхелм Рубрук се отправя обратно за родината. През есента достига до Волга, спуска се на юг покрай западния бряг на Каспийско море, пресича Армения и Анадола и в средата на август 1255 година пристига в своя манастир в Ливан.
В дипломатическо отношение пътешествието на Рубрук не донася полза на френския крал. Едва след края на кръстоносния поход, независимо от френските усилия да спечелят монголите, през 1256 година започва близкоизточният поход на брата на Мунке, Хулагу.

## Itinerarium fratris Willielmi de Rubruquis
След завръщането си Рубрук представя на крал Луи IX своя рапорт, написан на латински език и озаглавен „Itinerarium fratris Willielmi de Rubruquis de ordine fratrum Minorum, Galli, Anno gratia MCCLIII (1253) ad partes Orientales“. В него той описва бита и нравите на поданиците на Монголската империя и дава изключително ценни сведения за земите, през които преминава. Чрез наблюденията си Вилхелм де Рубрук разширява географските познания на Средновековна Европа за Азиатския континент. Неговото съчинение е сравнявано с това на Марко Поло.
За пръв път отчетът на Рубрук е публикуван през 1589 година. На български език части от него са обнародвани в том 4 на поредицата „Латински извори за българската история“.